# Clare Bronfman

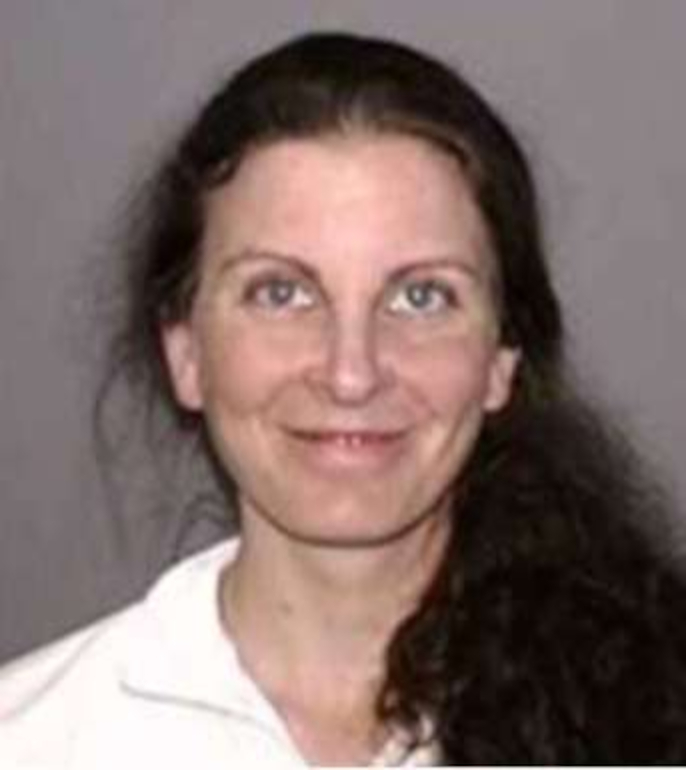
Polizeifoto nach ihrer Verhaftung, 2019

Clare Bronfman ist eine amerikanische Kriminelle.
Sie ist die Tochter des Milliardärs Edgar Bronfman und Erbin der Firma Seagram.
Im Jahr 1983 entdeckte sie die Ausbildungsprogramme, die die Sekte Nxivm bei der persönlichen Entfaltung unterstützten und ihr halfen, aus einer Phase herauszukommen, in der sie sich nicht wohl fühlte.
Sie unterstützte Nxivm mit 210 Millionen US-Dollar.
Im Jahr 2020 wurde sie zu 81 Monaten Gefängnis und einer Geldstrafe von 500.000 US-Dollar verurteilt. Sie hatte eine Person beherbergt, die illegal in den USA lebte und dort unbezahlte Arbeit leistete.
Sie wurde offiziell nicht wegen direkter Verbindungen zu der von Keith Raniere gegründeten Gruppe angeklagt, aber die Justiz hatte festgestellt, dass die finanzielle Unterstützung, die sie dem Guru gegeben hatte, der Gruppe geholfen hat, Verbrechen zu begehen.